# Сланцеватость

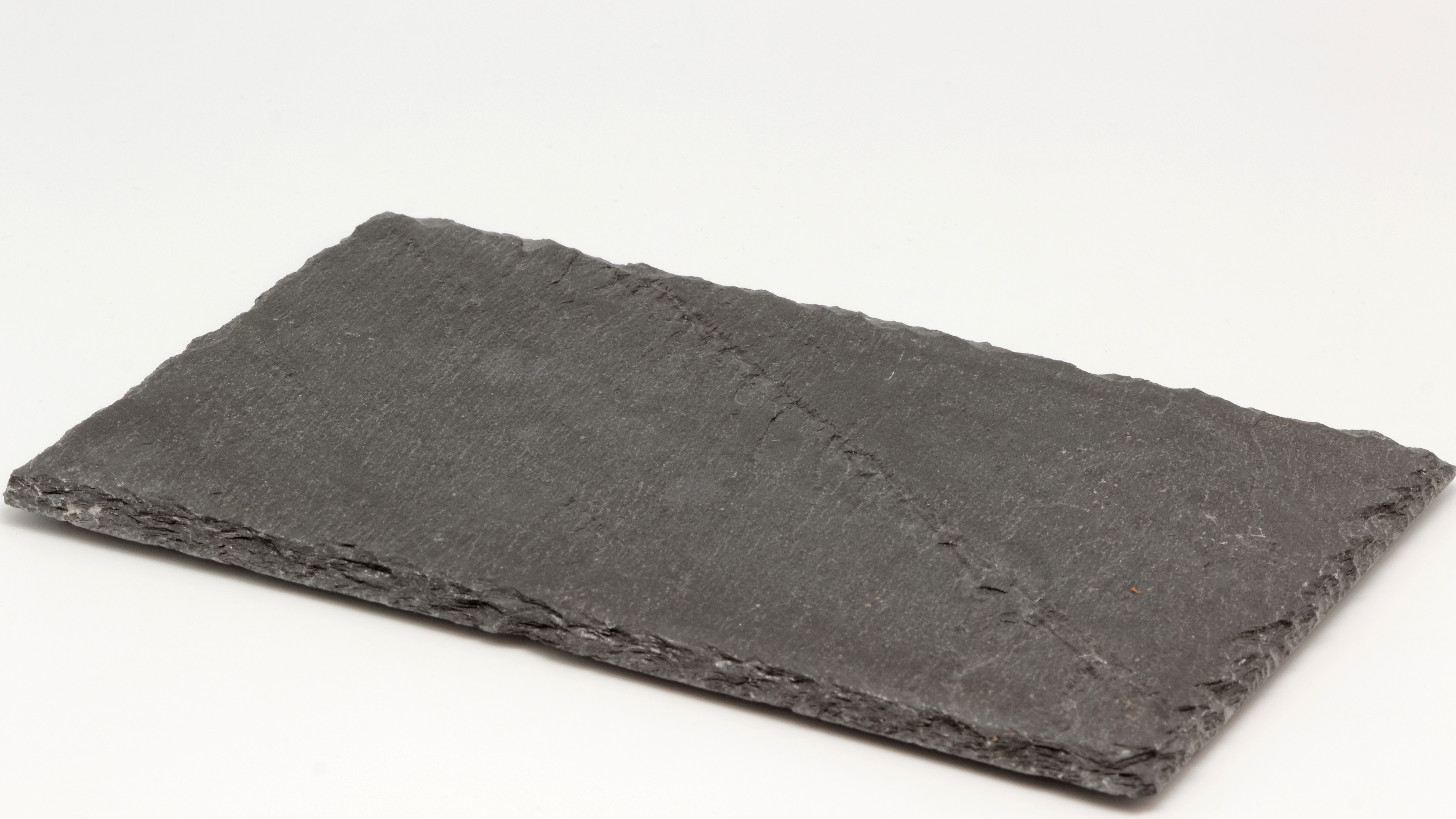
Сланцеватость.

Сланцеватость — это способность породы раскалываться по плоским плоскостям слабости («поверхностям разделения»). Сланцеватость используется некоторыми геологами в качестве опорной характеристики, для отделения аргиллита (отсутствие сланцеватости) от сланца (в русском языке само название говорит о том что есть сланцеватость).
Слои образуются в осадочных породах, таких как сланцы или аргиллиты, за счет выравнивания частиц глины во время уплотнения.
Причина существования данного свойства заключается в том, что пластинчатые и столбчатые зёрна минералов, которые слагают породу, из-за поворота или перекристаллизации приобретают одинаковую ориентировку (так называемый динамоморфизм). В тех зёрнах минералов, которые имеют неправильную форму, возникает ориентировка кристаллографических характеристик, в том числе оптических осей этих зёрен. Для расшифровки движений, вызвавших ориентировку, и изучения её закономерностей применяется петротектонический анализ.
Сланцеватость, субпараллельная осевым плоскостям складок, возникает при складчатости горных пород, а также при кливаже, когда кристаллы сжимаются в плоскости, которая перпендикулярна оси сжатия, вследствие чего возникает внутренняя ориентированная плоскопараллельная структура породы. В некоторых научных работах термин «кливаж» по-прежнему считается синонимом термина «сланцеватость», хотя такая тенденция стала терять силу уже в середине XX века.
В начале XX века взгляды на явление сланцеватости несколько отличались от современных: в частности, по своему происхождению она подразделялась на первичную и вторичную. Первичной считалась сланцеватость, наблюдаемая у слоистых пород, которая идёт параллельно слоистости и обусловлена правильным расположением какой-нибудь листоватой составной части или каких-нибудь посторонних тел и по времени возникновения одновременна с образованием самой породы. Вторичной называлась сланцеватость, наблюдаемая не только у слоистых пород, но и у пород, лишённых слоистости, а в слоистых обыкновенно не совпадавшая с направлением слоистости: по этой причине её называли диагональной сланцеватостью, или кливажем (по-английски «cleavage», в отличие от первичной сланцеватости — «foliation» или «lamination»).